# Damir Kedžo
Damir Kedžo (Omišalj, Croacia; 24 de mayo de 1987) es un cantante pop croata. Mientras comenzó su carrera en 2003 participando en el talent show musical Story Supernova Music Talents, se hizo aún más famoso en Croacia después de ganar la tercera temporada de Tvoje lice zvuči poznato, la versión croata de Tu cara me suena. También actuó en musicales.

## Vida y carrera

### 1987–2002: Primeros años y educación
Damir Kedžo nació el 24 de mayo de 1987 en Omišalj. Terminó la escuela de música en dicha localidad y cantó en el coro de una iglesia. Cuando era niño, además de cantar, quería ser ginecólogo, pero renunció a esa idea cuando se inscribió en el Story Supernova Music Talents. Damir se sometió a una cirugía de mandíbula, porque no podía hablar ni comer de manera normal y tenía problemas con la pronunciación de las palabras, lo cual era importante para la profesión que eligió. Después de la cirugía, no pudo hablar durante un mes, y la recuperación completa le llevó tres meses, cuando pudo masticar de nuevo con normalidad. Admitió que, después de la cirugía, se convirtió en una persona más fuerte y más segura de sí misma y de sus decisiones.

### 2003–2005: Story Supernova Music Talents y Saša, Tin i Kedžo
En 2003, Kedžo audicionó para la primera y única temporada del programa de talentos de Nova TV Story Supernova Music Talents, donde llegó al top 7. Tenía 16 años cuando decidió competir en uno de los programas de televisión croatas más famosos.
Un año después, en enero de 2004, se convirtió en parte de la banda de chicos croata "Saša, Tin i Kedžo" junto con Saša Lozar (ganador de la segunda temporada de Tvoje lice zvuči poznato) y Tin Samardžić. El álbum debut de la banda, titulado Instant, vendió 10.000 copias en su lista de éxitos, mientras que su sencillo debut "365" encabezó las listas croatas durante seis semanas. En 2005, la banda se disolvió y Kedžo se tomó un año libre en su carrera.

### 2006–2009:Melodije Istre i Kvarneray álbum debut
Después de ganar un premio en Melodije Istre i Kvarnera al mejor artista debut con la canción "Ki bi sad reke" en 2006 y el premio a la mejor interpretación de la canción "Kanet na vetru" en 2007, se abrió a las canciones pop con elementos del canzone italiano. Este hecho fue visible en su canción "Odlučio sam otići".

### 2010–2014:Slavianski Bazaar,Dora 2011y musicales
Damir también ha aparecido en la versión croata del musical "José y su Sorprendente Manto de Sueños en Tecnicolor" con doble papel, el de Benjamin y el de Potiphar. Tuvo un gran comienzo en su carrera como actor, ya que fue premiado en operetas y musicales por el papel de Hudi en el musical "Crna kuća".
En 2011, Kedžo participó en Dora 2011, preselección nacional croata para el Festival de Eurovisión 2011. 
2014 fue un año muy exitoso para Damir, ya que vendió dos conciertos en HKD Sušak.

### 2015-2019:Tvoje piojos zvuči poznatoy éxito continuo
Debutó en 2006 en MIK con la canción "Ki bi sad reke" y ganó el premio al mejor artista debut. En 2007, en MIK, ganó el premio a la mejor interpretación con la canción "Kanet na vetru" y el primer lugar de los jurados. En 2008, publicó su álbum debut con sus canciones más populares "Sjećam se", "Idem" y "Kažnjen u duši". Un año después en MIK, quedó en segundo lugar del jurado y el tercer lugar de la audiencia con la canción "Peza od zlata". En 2010, en el festival bielorruso "Slavianski Bazaar", ganó el Gran Premio, y en MIK en 2012, consiguió el premio a la mejor interpretación con la canción "Daj mi kapju vodi" y el primer lugar de los jurados. En 2015 venció en el festival ruso "New Wave". Desde entonces, comenzó a trabajar en sus canciones en inglés. En 2016, Damir tuvo uno de sus conciertos más importantes en el Día Internacional de la Mujer frente a 3.500 personas en Zamet Hall, Rijeka.
En diciembre de 2016, Kedžo ganó la tercera temporada de Tvoje lice zvuči poznato (versión croata de Tu cara me suena). Después de un amplio espectro de imitaciones realizadas (Maurice White de Earth, Wind & Fire, Britney Spears, Petar Grašo, Doris Dragović ), se llevó la victoria como Mariah Carey. Luego, en enero de 2019, Keđo ganó el Zagrebfest con la canción "Srce mi umire za njom".

### 2020 – presente:Dora 2020, Eurovisión y segundo álbum de estudio
El 23 de diciembre de 2019, Kedžo fue anunciado como uno de los 16 participantes en Dora 2020, el concurso nacional en Croacia para seleccionar al representante del país en el Festival de Eurovisión 2020, con la canción "Divlji vjetre". Ganó la competición con un total de 31 puntos. Sin embargo, el festival fue cancelado debido a la pandemia de COVID-19.

## Discografía

### Álbumes de estudio
- Damir Kedžo (2008)

### Sencillos
| "Sve u meni se budi" (con Zsa Zsa )                                                        | 2017 | 1   | — |
| "Ljubavi moja"                                                                             | 2017 | 9   | — |
| "Vojnik ljubavi"                                                                           | 2018 | 2   | — |
| "Mi protiv nas" (con Domenica Žuvela )                                                     | 2018 | 2   | — |
| "Šuti"                                                                                     | 2018 | 3   | — |
| "Srce mi umire za njom"                                                                    | 2019 | 4 4 | — |
| "Vidi se izdaleka"                                                                         | 2019 | 1   | — |
| "Poljubi me entristece"                                                                    | 2019 | 1   | — |
| "Divlji vjetre"                                                                            | 2020 | -   | — |
| "-" denota versiones que no estuvieron en listas o que no se publicaron en ese territorio. |      |     |   |

## Premios y nominaciones
| Año  | Asociación | Categoría                            | Nominado / trabajo                     | Resultado | Ref.   |
| ---- | ---------- | ------------------------------------ | -------------------------------------- | --------- | ------ |
| 2018 | Cesarica   | Canción del año                      | "Mi protiv nas" (con Domenica Žuvela ) | Nominado  | [ 9 ]  |
| 2019 | Cesarica   | Canción del año                      | "Srce mi umire za njom"                | Nominado  | [ 10 ] |
| 2019 | Cesarica   | Canción del año                      | "Vidi se izdaleka"                     | Nominado  | [ 10 ] |
| 2020 | Porin      | Mejor interpretación vocal masculina | "Srce mi umire za njom"                | Pendiente | [ 11 ] |